# 王室参政院
王室参政院（法語：Conseil du Roi，意為「國王之議會」），又常称为王之枢密院或皇家御前会议，是法国旧制度（l'Ancien Régime）下围绕君主设置的一系列行政与政务机构的统称。其主要职能是为国王的决策提供准备与建议，体现出王权的合法性与制度化治理的一面。该机构最早设置于腓力二世时期，和巴黎高等法院一起设立以改组原来的御前会议。
法国君主制的一项基本原则是：国王不可脱离其会议自行专断。在查理五世（1364年－1380年）时期，这一观念明确化，提出国王应在“良善且深思熟虑的审议”（bonne et mûre délibération）之后作出决断。此后，该原则成为历代国王政治合法性的基础，体现在诸多王令的结语中——如“国王在其会议中”（le roi en son conseil），标示其命令源自合法程序与咨询。
即使在17世纪法国绝对君权盛行时期，国王作出决策时仍常使用“因为这是吾等善意的意愿”（car tel est notre bon plaisir）等用语，这些表达虽然体现王权的最终决定性，但并未否定其在形式上仍需经由王室会议程序处理。随着法国国家行政体系在近代早期逐步发展，王室参政院也从中世纪贵族依附体系演变为更具专业化、制度化的行政网络。其成员不仅包括传统贵族，也吸纳了来自新兴穿袍贵族（noblesse de robe）以及专业官僚阶层的人士，形成了更为稳定、具备专业素养的决策与执行机制。